# Baron FitzHugh

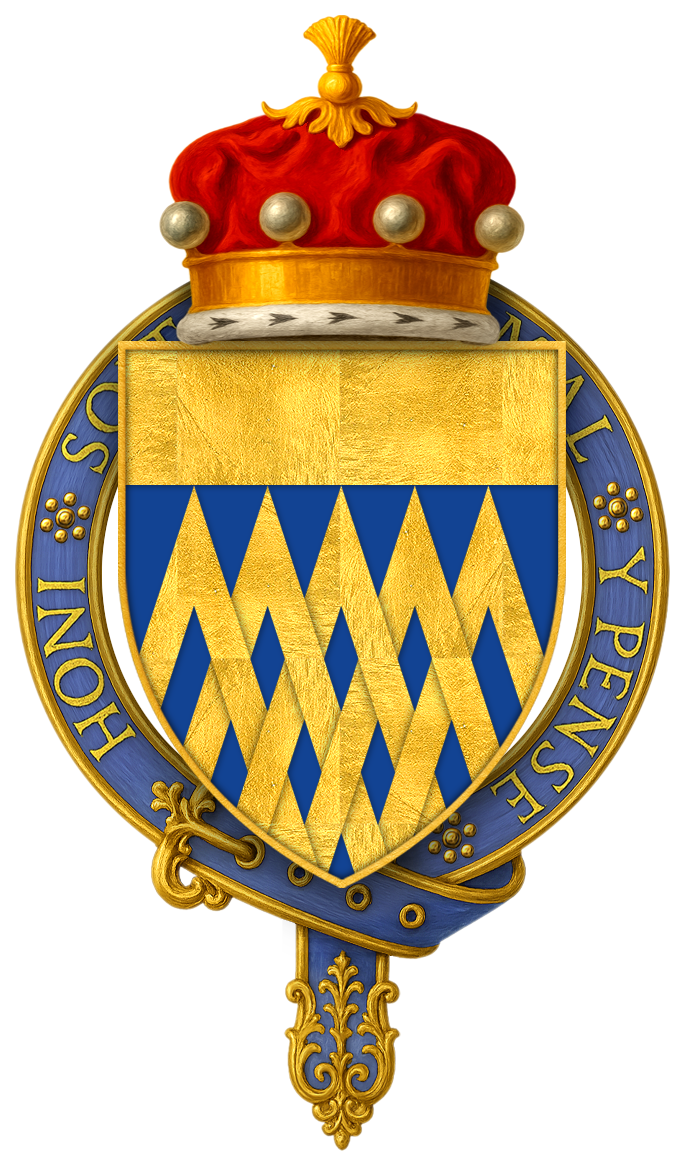
Wappen des 3. Barons FitzHugh

Baron FitzHugh ist ein erblicher britischer Adelstitel in der Peerage of England, der seit 1513 ruht.
Familiensitz der Barone war Ravensworth Castle in North Yorkshire.

## Verleihung und Abeyance
Der Titel wurde am 15. Mai 1321 für Sir Henry FitzHugh geschaffen, indem dieser durch Writ of Summons ins königliche Parlament berufen wurde.
Beim kinderlosen Tod des 7. Barons am 28. Januar 1513 fiel der Titel in Abeyance zwischen seiner Tanten Alice FitzHugh (1448–1516) und dem Sohn seiner Tante Elizabeth FitzHugh (1455/65–1507). Heutige Co-Erben sind James Douglas-Home, 29. Baron Dacre (* 1952), Tessa Ogilvie Thompson (* 1934), Francis Brand, 7. Viscount Hampden (* 1970) und William Herbert, 18. Earl of Pembroke (* 1978).

## Liste der Barone FitzHugh (1321)
- Henry FitzHugh, 1. Baron FitzHugh († 1356)
- Henry FitzHugh, 2. Baron FitzHugh (1338–1386)
- Henry FitzHugh, 3. Baron FitzHugh (1363–1425)
- William FitzHugh, 4. Baron FitzHugh (1398–1452)
- Henry FitzHugh, 5. Baron FitzHugh (1429–1472)
- Richard FitzHugh, 6. Baron FitzHugh (1457–1487)
- George FitzHugh, 7. Baron FitzHugh (um 1487–1513)